# Pražský krvavý soud
Pražský krvavý soud ze dne 14. února 1633 byla hromadná poprava sedmnácti důstojníků císařské armády pod vrchním velením generalissima Albrechta z Valdštejna na Staroměstském náměstí v Praze, vinnými z dezerce po nejistém úspěchu císařských vojsk v bitvě u Lützenu. Představovala nebývale kruté vyrovnání s vybranými vojáky, kteří v bitvě navzdory rozkazům ustoupili či z boje utekli, kterou si Valdštejn, který proces inicioval, upevnil svou vojenskou a politickou pozici. Krutostí rozsudků, umístěním popravního lešení či volbou postavy kata se odkazovala na tzv. Staroměstskou exekuci 27 vůdců stavovského povstání, která byla na stejném místě provedena 21. června 1621.

## Po bitvě u Lützenu

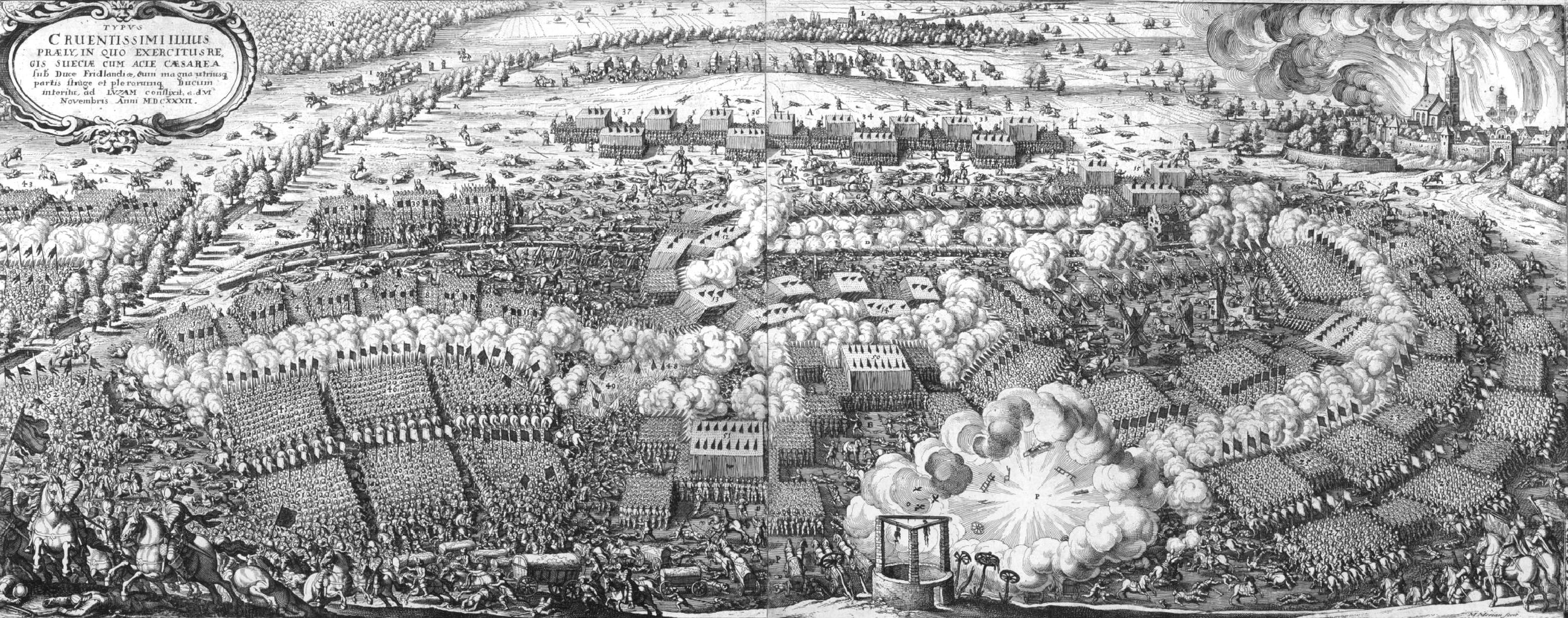
Bitva u Lützenu

16. listopadu proběhla bitva u Lützenu mezi císařskými vojsky a švédskou armádou, která neskončila jeho vítězstvím, nýbrž výsledkem nerozhodným. V této bitvě však padl švédský král Gustav II. Adolf a jeho armáda byla značně demoralizována. Švédové chtěli pokračovat v boji, ačkoliv jejich ztráty byly ohromné, ale Valdštejn dal rozkaz k ústupu z bojiště a postupně se se svou armádou přesunul k přezimování do Prahy. Vídeň přijala vítězství za své a kazatel Gaus zahrnul Valdštejna před celým dvorem chvalozpěvy. I tak si ale Valdštejn vysloužil tvrdou kritiku strahovského opata Kašpara z Questenberka a prezidenta válečné rady Jindřicha Šlika. V bitvě zahynulo na 9 tisíc mužů. Mezi padlými byli Valdštejnův bratranec Berchtold a kníže-opat z Fuldy. Valdštejn po bitvě štědře odměňoval věrné a statečné finančními odměnami a povýšením. Ze všech padlých v krvavé bitvě se nejvíce poct dostalo věhlasnému polnímu maršálkovi Gottfriedovi z Pappenheimu, na jehož počest nechal Valdštejn na své náklady(!) 3 dny vyzvánět ve všech pražských kostelích. 28. února 1633 mu pak byl vystrojen pohřeb a tělo uloženo ve strahovském klášteře.

### Proces

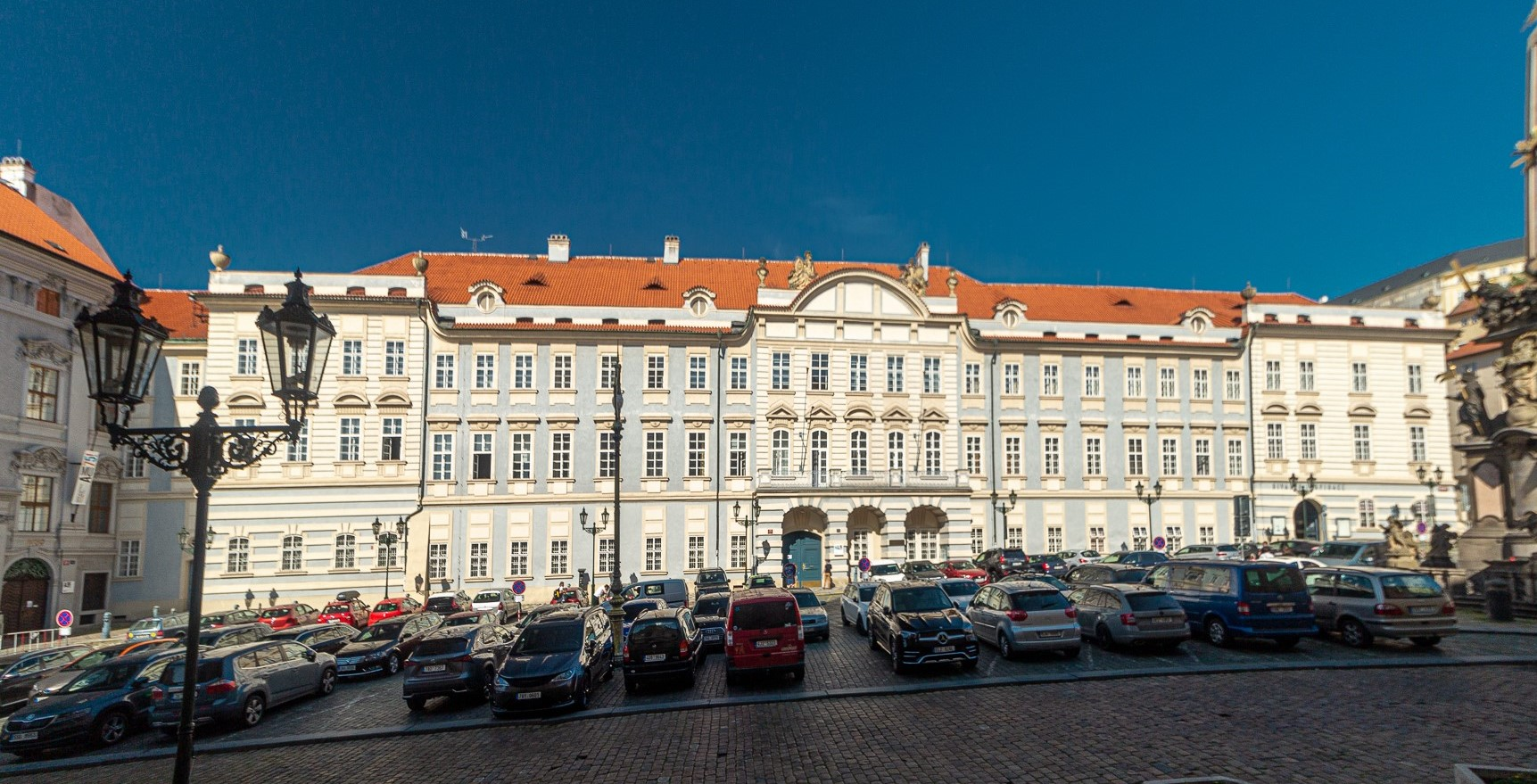
Lichtenštejnský palác, místo konání procesu ve dnech 21. ledna až 11. února 1633

Pod tíhou kritiky se Valdštejn rozhodl neoblomně potrestat s vojáky své armády, kteří uprchli z boje během bitvy. Ještě v prosinci 1632 nařídil generálům Matyáši Gallasovi a Heinrichu Holkovi, aby neprodleně zajali a do Prahy odeslali vybrané důstojníky označené jako zběhy či zrádce. Někteří byli ze zběhlých pluků vybráni losem. Mezi obviněnými se objevil také šlechtic Adam Maxmilián z Leichtenbergu, který se však po výpovědi, že jednal pouze dle udělených rozkazů, a přímluvě Adama Erdmana Trčky procesu vyhnul. Válečný soud zasedl 21. ledna 1633 v malostranském Lichtenštejnském paláci za předsedání maršála Heinricha Holka, před něj bylo postaveno šestnáct osob a náhodně vylosovanými vojáky z pluků. Rozsudky byly vyneseny 11. února 1633, milost od Valdštejna, jak se dalo očekávat, nedostal nikdo. Valdštejn odmítl i žádost o milost pro osmnáctiletého rytmistra Staitze, který na všechny zapůsobil svým zjevem a vystupováním, přestože o milost pro mladého šlechtice požádali Heinrich Holk, Ottavio Piccolomini a další důstojníci.

## Poprava
Poprava pak byla vykonána 14. února pod vedením předsedy soudního tribunálu maršála Holka. Popravní lešení potažené černým suknem stálo na Staroměstském náměstí pod věží Staroměstské radnice, symbolicky na stejném místě, kde bylo popraveno i sedmadvacet pánů 21. června 1621. Během popravy bylo ze 17 na smrt odsouzených 15 sťato mečem a dva oběšeni. Jakub Winkler byl pak vyvolán od popravčího zrádcem a katův pacholek pak potupně zlomil jeho kord. Jména padesáti vinných důstojníků byla vypsána a veřejně vyvěšena in contumaciam na černé tabuli přibité k šibenici. Většina z nich však trestu unikla, neboť přeběhla ke švédskému vojsku. 
Sám Valdštejn popravě přítomen nebyl.

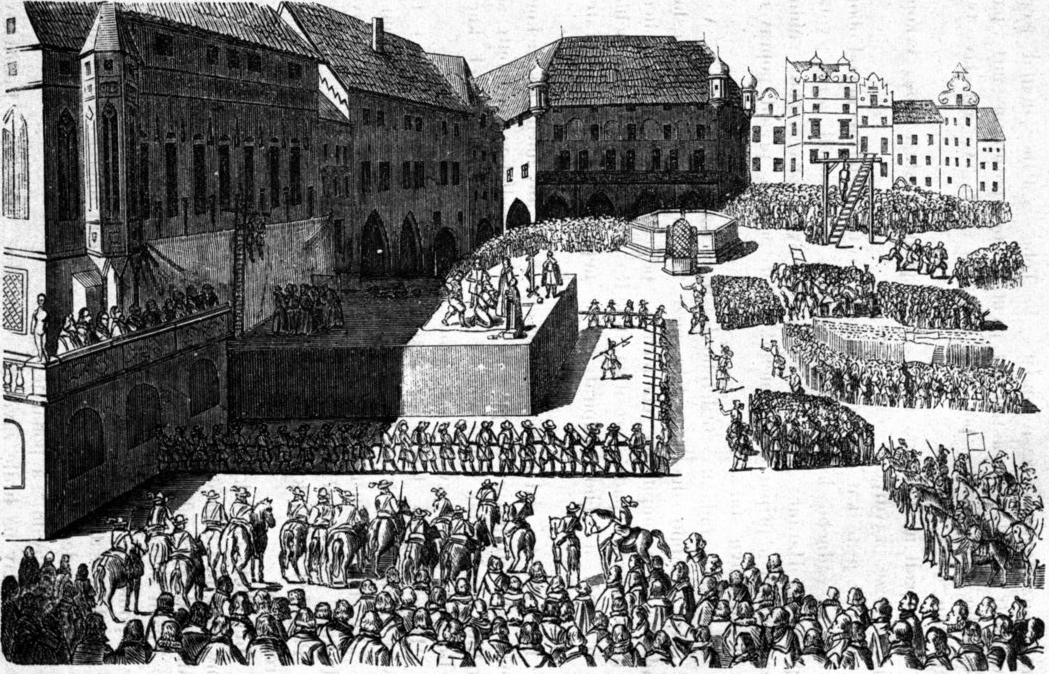
Popravní lešení bylo umístěno na stejném místě, jako při Staroměstské exekuci (na rytině z 19. století) o necelých dvanáct let dříve

### Popravení
- plukovník Jan Mikuláš z Hagenu[9]
- podplukovník Albrecht z Hofkirchenu[9]
- kapitán-poručík Luigi Broglia[9]
- rytmistr Hilmar Staitz z Warnsteinu (sťat)[9]
- plukovník Hoermann (oběšen)[10]
- poručík Jan Jindřich Fabian[9]
- poručík Ondřej Suttel[9]
- kornet Jakub Jurica[9]
- kornet Jan Kessernich[9]

## Hodnocení
Tzv. Pražský krvavý soud byl jednou z nejkrutějších hromadných veřejných poprav, které se kdy v Praze udály.  
Některé historické prameny hovoří o tom, že k popravám dezertérů byl přivolán i pražský městský kat Jan Mydlář, tedy stejný popravčí, jako při Staroměstské exekuci. Objevuje se však informace, že Jan Mydlář byl aktivním staroměstským katem jen do roku 1632, kdy poprvé „minul“. Přenechal tak své řemeslo synovi Janu Václavovi a sám odešel na zasloužený odpočinek. Existuje tedy jistá možnost, že popravu vykonával Mydlářův syn Jan Václav. 
Ačkoliv se poprava odehrála v Praze, hlavním městě Českého království, nikdo z popravených během Pražského krvavého soudu nebyl českého původu.

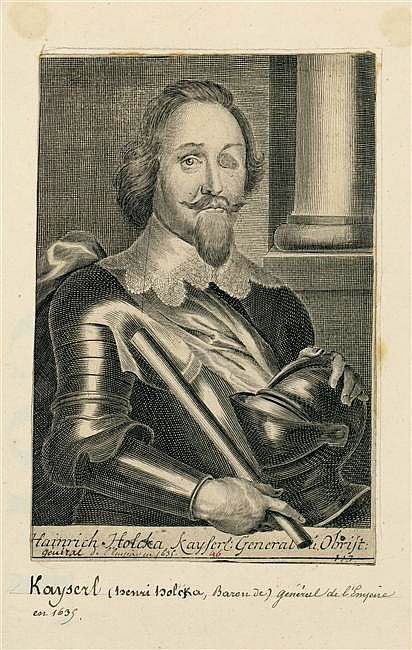
Heinrich Holk, předseda soudního tribunálu